# Carnbee-All Field Trace
Carnbee-All Field Trace es una localidad de Trinidad y Tobago, que forma parte de la parroquia de St. Patrick.

## Geografía
La localidad abarca parte de la isla de Tobago y limita al norte y este con Sherwood Park (localidad perteneciente a la parroquia de St. Andrew), al sur con Lowlands y al oeste con Mt. Pleasant.

## Demografía
Datos demográficos de la localidad de Carnbee-All Field Trace:
| Gráfica de evolución demográfica de Carnbee-All Field Trace entre 2000 y 2011 |
|                                                                               |